# 葡萄牙国家共和党
国家共和党（葡萄牙語：Partido Nacional Republicano, PNR）是葡萄牙的一个政党，在非官方中被称为西多尼奥党(以其领导人西多尼奥·派斯命名)

## 历史
该党成立于1918年4月，目的是参加该月下旬的大选。派斯是唯一的总统候选人，在选举中没有对手，而国家共和党赢得了众议院155个席位中的108个和参议院73个席位中的32个。然而，选举遭到了葡萄牙民主党、进化论者党和共和联盟的抵制。在1915年的选举中，共和联盟赢得了除16个席位外的所有席位。
1918年12月，佩斯被暗杀后，该党开始走下坡路，并于1923年与共和自由党和重组党合并，成立了民族主义共和党。